# Nelly Peyré
Nelly Peyré, née le 6 septembre 1990, est une joueuse de pétanque française. 

## Clubs
- ?-? : Saint-Martory (Haute Garonne)
- ?-? : Boule Fontesienne (Gironde)
- ?-? : La Petite Boule de Naillac Bergerac (Dordogne)

## Palmarès[1],[2]

### Jeunes

#### Championnats d'Europe
Championne d'Europe
- Triplette espoirs 2008 (avec Emilie Fernandez, Nadège Baussian, Ludivine d'Isidoro et Marguerite Brançion) :  Équipe de France

### Séniors

#### Championnats du Monde
Finaliste
- Doublette 2023 (avec Audrey Bandiera) :  Équipe de France

#### Championnats d'Europe
Championne d'Europe
- Triplette 2012 (Angélique Colombet, Anna Maillard et Marie-Angèle Germain) :  Équipe de France

#### Championnats de France
Championne de France
- Triplette 2011 (avec Anaïs Lapoutge et Pascale Pontac) : Saint-Martory
- Doublette 2012 (avec Anaïs Lapoutge) : Saint-Martory
- Tête à tête 2017 : Boule Fontesienne
- Tête à tête 2018 : Boule Fontesienne